# Aldana Garibaldi
Aldana Garibaldi (* 20. Mai 1999) ist eine argentinische Leichtathletin, die sich auf den Stabhochsprung spezialisiert hat.

## Sportliche Laufbahn
Erste Erfahrungen bei internationalen Wettkämpfen sammelte Aldana Garibaldi im Jahr 2021, als sie bei den Panamerikanischen Juniorenspielen in Cali mit übersprungenen 3,60 m den neunten Platz belegte. 2025 gewann sie bei den Südamerikameisterschaften in Mar del Plata mit 3,20 m die Bronzemedaille hinter den Brasilianerinnen Juliana Campos und Isabel de Quadros. 
2025 wurde Garibaldi argentinische Meisterin im Stabhochsprung.